# Johann Hinrich Meyer
Johann Hinrich Meyer (* 3. Februar 1761 in Teutendorf; † 26. Juli 1850 in Lübeck) war ein deutscher Schiffszimmermeister.

## Leben und Wirken
Die Namen von Meyers Eltern sind nicht überliefert. Welche Schule er besuchte und welche berufliche Ausbildung er erhielt, ist ebenfalls unbekannt. Ab 1795 baute er Holzschiffe auf der Lübecker Lastadie. Als erstes Schiff fertigte er mit der Hukergaleass für den Lübecker Schiffer Jacob Heitmann sein Meisterstück. Das Schiff hatte eine Tragfähigkeit von 49 Commerzlasten à 3 Tonnen. Somit durfte er den Titel eines Schiffszimmermeisters tragen.
Das Lübecker Schiffszimmereramt wählte Meyer 1835 zum Ältermann. Als erstes eigenes Schiff erstellte er im Auftrag des Hamburgers Ferdinand Laeisz die nach dessen Sohn bezeichnete Brigg „Carl“, die 92 Commerzlasten befördern konnte. Insgesamt baute er dokumentiert 54 Schiffe und vergrößerte 13 weitere. Während der Kontinentalsperre und der sich anschließenden Lübecker Franzosenzeit ruhten Schiffbau und Schifffahrt der Stadt beinah komplett.
Meyer arbeitete bis Lebensende als Schiffszimmerer. Er verhalf dem seit dem 17. Jahrhundert in Lübeck rückläufigen Gewerbe zu einem signifikanten Aufschwung.

## Familie
Am 1. November 1791 heiratete Meyer in Lübeck Anna Elsabe, geborene Franck. Sie stammte aus Gneversdorf und starb am 14. Mai 1796 in Lübeck. In zweiter Ehe heiratete er am 25. September 1835 wiederum in Lübeck Catharina Maria Wohlers (getauft am 2. April 1769 in Lübeck; † 22. Mai 1835 ebenda).
Aus Meyers erster Ehe gingen zwei Söhne hervor, darunter Hans Jacob Albrecht. Aus der zweiten Ehe stammten zwei Töchter und der Sohn Johann Friedrich (* 29. Juni 1799 in Lübeck; † 27. September 1830 ebenda).
Meyer begründete eine nahezu 100 Jahre andauernde Tradition von Schiffbauern. Die beiden Söhne Hans Jacob Albrecht und Johann Friedrich arbeiteten ebenfalls als Schiffszimmerer. Von 1826 bis 1830 arbeiteten drei Familienmitglieder in zwei Generationen als Schiffsbauer. In den 1830er Jahren hatte Johann Hinrich Maier zwei, Hans Jacob Albrecht drei Schiffbaustellen, die sie in Form einer heutigen Betriebsgemeinschaft vereinten. Dabei arbeiteten sie eigenverantwortlich auf gemeinsamen Anlagen.